# Hexatoma (Eriocera) retrograda
Hexatoma (Eriocera) retrograda is een tweevleugelige uit de familie steltmuggen (Limoniidae). De soort komt voor in het Oriëntaals gebied.